# 張履正
張履正（？—1619年），字我先，號岵望，直隸常州府江陰縣（今江蘇江陰市）人，明朝政治人物。

## 生平
萬曆十九年（1591年）辛卯科應天府乡试举人，二十年（1592年）联登壬辰科礼部会试二百四名，未廷试，二十六年登戊戌科廷试三甲六十五名進士。二十八年授應天府學教授，二十九年升国子监学正，三十二年升南京大理寺右评事，三十四年升南京户部主事，三十五年升郎中，被祭酒劉雲嶠称作张君南中第一真品。三十六年擢守广信府，四十年养病。两台疏请，起升江西九江道副使，聞母病，即日弃官归乡。萬曆四十七年其子張有譽登己未科禮部會試，同年去世。
著有《五兼堂稿》、《漪漪馆稿》诗集。

## 家族
曾祖張道；祖父張輔，字佐卿，號玉溪；父張汝翼，號澄源，邑廪生。子张有誉，萬曆己未進士。孫张光第，康熙丁未进士。